# Кобак Микола Данилович
Микола Данилович Кобак (нар. 1915, місто Псков, тепер Російська Федерація — ?) — український радянський партійний діяч, голова Херсонського облвиконкому. Депутат Верховної Ради УРСР 6-го скликання.

## Біографія
Народився в родині службовця. Закінчивши семирічну школу в селі Коломак на Харківщині, навчався в Охтирському педагогічному технікумі. Потім працював учителем початкової школи в селі Слобідка Краснокутского району на Харківщині.
У 1933—1939 роках — студент Харківського інженерно-будівельного інституту.
З 1939 року — інженер, старший інженер по проектуванню нафтоперегінних заводів в місті Грозному. Потім працював інженером, старшим інженером і начальником будівельної контори у місті Куйбишеві.
Член ВКП(б) з 1943 року.
У 1945—1949 роках — інструктор Львівського обласного комітету КП(б)У.
У 1949—1956 роках — в апараті ЦК КПУ: інструктор; завідувач сектору відділу будівництва і будівельних матеріалів ЦК КП(б)У (на 1952). У 1956—1962 роках — заступник завідувача відділу будівництва і міського господарства ЦК КПУ.
У травні (затв.) 1962 — січні 1963 року — секретар Херсонського обласного комітету КПУ.
У січні 1963 — грудні 1964 року — голова виконавчого комітету Херсонської промислової обласної ради депутатів трудящих.
З грудня 1964 до листопада 1966 року — секретар Херсонського обласного комітету КПУ.
З жовтня 1966 року — заступник міністра меліорації і водного господарства Української РСР.
Подальша доля невідома.

## Нагороди
- орден «Знак Пошани» (26.02.1958)
- медалі